# Польські пісні (Шопен)

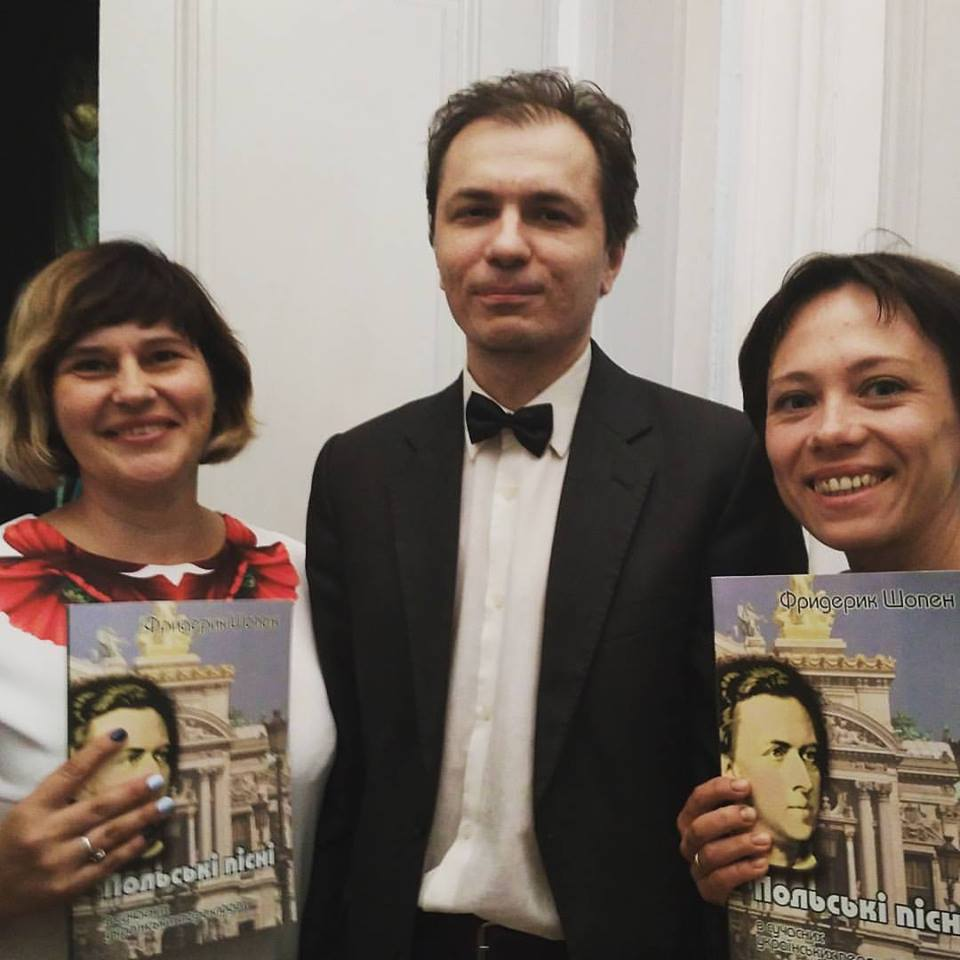
Поетеса Тетяна Череп-Пероганич, композитор Андрій Бондаренко і поетеса Анна Багряна презентують видання «Фридерик Шопен. Польські пісні в сучасних українських перекладах». 19 червня 2017, Український фонд культури

Польські пісні op. 74 — зібрання із 17 пісень Фридерика Шопена, написаних протягом 1827–1847 років. Пісні написані на слова відомих польських поетів романтичної епохи, найбільше — на слова Стефана Вітвіцького. Вперше були опубліковані в 1859.
Окрім цього зібрання існують ще три посмертно опубліковані пісні на польські тексти. Інколи їх також включають до op.74. Таким чином загальний доробок Ф. Шопена у вокальному жанрі складає 20 пісень. 

## Переклади текстів пісень
Усі пісні з часом були перекладені й видані німецькою та англійською мовами.
Переклади українською
Усі пісні Ф. Шопена перекладені українською мовою, а деякі з них — мають кілька варіантів перекладів. Вперше весь цикл в українському перекладі прозвучав у Києві 26 березня 2017 року. Крім того повністю переклад циклу зробив Валерій Яковчук.
19 червня 2017 року в Українському фонді культури було презентоване видання «Фридерик Шопен. Польські пісні в сучасних українських перекладах», в якому надруковані ноти, тексти польською та в перекладі українською всіх збережених до нашого часу пісень Фридерика Шопена.

## 17 пісень, що увійшли до op.74

### Życzenieop. 74 №1
пол. Бажання.
Оригінальна тональність G-dur, написана в 1827. Одна з найвідоміших пісень Шопена. Написана на слова С. Вітвіцького. Написана для сопрано. Українською цю пісню перекладали Борис Тен та В. Яковчук
- оригінальний текст
- український переклад В. Яковчука

### Wiosnaop. 74 №2
пол. Весна.
Оригінальна тональність g-moll, написана в 1838 році на слова С. Вітвицького.
Українською мовою цю пісню переклали Галина Швидків та в Валерій Яковчук
- оригінальний текст
- український переклад В. Яковчука

### Smutna rzekaop. 74 №3
пол. Смутна ріка.
Оригінальна тональність fis-moll, написана в 1831 році на слова С. Вітвицького.
- оригінальний текст
- український текст Анни Багряної

### Hulankaop. 74 №4
пол. Гулянка
Інший варіант назви — Застольна. Оригінальна тональність C-dur, написана в 1830 році на слова С. Вітвіцького.
- оригінальний текст
- український переклад Л. Відути і Т. Череп-Пероганич

### Gdzie lubiop. 74 №5
пол. Де вона любить....
Інший варіант назви — Кохання дівчини. Оригінальна тональність A-dur, написана в 1829 році на слова С. Вітвіцького.
- оригінальний текст
- український переклад Анни Багряної

### Precz z moich oczuop. 74 №6
пол. Геть з моїх очей....
Оригінальна тональність f-moll, написана в 1827 році на слова А. Міцкевича. Перша з пісень Ф. Шопена.
- оригінальний текст
- український переклад Олени О'Лір

### Posełop. 74 №7
пол. Посланець
Оригінальна тональність D-dur, написана в 1831 році на слова С. Вітвіцького. Український переклад цієї пісні Ольги Марунич у виконанні Любові Кнорозок було записано на українському радіо.
- оригінальний текст
- український переклад В. Яковчука

### Śliczny chłopiecop. 74 №8
пол. Гарний хлопець
Оригінальна тональність D-dur, написана в 1841 році на слова Й. Б. Залеського. Український переклад цієї пісні Ольги Марунич у виконанні Любові Кнорозок було записано на українському радіо.
- оригінальний текст
- український переклад В. Яковчука
- український переклад Т. Череп-Пероганич

### Melodiaop. 74 №9
пол. Мелодія
Оригінальна тональність G-dur, написана в 1847 році на слова З. Красінського.
- оригінальний текст
- український переклад Т. Череп-Пероганич

### Wojakop. 74 №10
пол. Солдат
Інший варіант назви — Перед битвою. Оригінальна тональність As-dur, написана в 1831 році на слова С. Вітвіцького.
Українською мовою цю пісню переклав Валерій Яковчук
- повний текст пісні
- український переклад В. Яковчука

### Dwojaki koniecop. 74 №11
пол. Двоякий кінець
Оригінальна тональність d-moll, написана в 1845 році на слова Й. Б. Залеського. Українською мовою цю пісню переклав Валерій Яковчук
- повний текст пісні
- український переклад В. Яковчука

### Moja pieszczotkaop. 74 №12
пол. Моя милованка
Оригінальна тональність Ges-dur, написана в 1847 році на слова A. Mickiewicza. Остання з пісень Шопена. Українською мовою цю пісню перекладали Борис Тен, Валерій Яковчук і Роман Бойчук.
- оригінальний текст
- український переклад Р. Бойчука

### Nie ma czego trzebaop. 74 №13
пол. Нема чого треба
Інший варіант назви — Я хочу те. чого немає. Оригінальна тональність a-moll, написана в 18 році на слова Й. Б. Залеського.
- повний текст пісні
- український переклад І. Іщенка
- український переклад В. Яковчука

### Pierścieńop. 74 №14
пол. Перстень
Оригінальна тональність Es-dur, написана в 1836 році на слова С. Вітвіцького. Український переклад цієї пісні Ольги Марунич у виконанні Любові Кнорозок було записано на українському радіо.
- оригінальний текст
- український переклад Т. Череп-Пероганич

### Narzeczonyop. 74 №15
пол. Наречений
Оригінальна тональність c-moll, написана в 1831 році на слова С. Вітвіцького.
- оригінальний текст
- український переклад Т. Череп-Пероганич

### Piosnka litewskaop. 74 №16
пол. Литовська пісенька
Оригінальна тональність F-dur, написана в 1831 році на слова Л. Осінського.
- український переклад Л. Батюк-Нечипоренко

### Śpiew z mogiłkiop. 74 nr 17
пол. Спів на могилі
Оригінальна тональність es-moll, написана в 1836 році на слова В. Поля.
- повний текст пісні
- український переклад Л. Батюк-Нечипоренко

## Пісні, вперше опубліковані посмертно
Пісні, перелічені нижче також інколи публікують разом з піснями op.74

### Dumka
пол. Думка
Текст пісні;— той же що і «Nie ma czego trzeba» Юзефа Богдана Залеського, проте музика інша. Написана в 1840 році. Вперше опублікована 1910 року у Львові

### Czary
пол. Чари
Оригінальна тональність d-moll, написана близько 1830 року на слова С. Вітвіцького. Вперше опублікована 1910 року у Лейпцигу.
Українською мовою цю пісню переклав Валерій Яковчук
- український текст В. Яковчука

### Jakież kwiaty, jakie wianki
Мазурка в тональності G-dur альбому Ганки для Вацлава Ганки. Написана в 1829 році, опублікована — в 1856 у Варшаві.
- Український текст Т. Франченко